# ستاشر (فلم)
ستاشر فيلم مصري قصير، (له أسم آخر: أخشى أن أنسى وجهك) للمخرج سامح علاء عام 2020، فاز بجائزة السعفة الذهبية لمهرجان كان في دورته الـ73 (أفضل فيلم روائي قصير) في منافسة مع 11 فيلماً في الفئة نفسها، أعلن عن فوز الفيلم من خلال تغريدة للحسابات الرسمية للمهرجان على مواقع التواصل الاجتماعي جاء فيها: "تهانينا للمخرج المصري سامح علاء الذي فاز الليلة بالسعفة الذهبية عن فيلمه القصير "أخشى أن أنسى وجهك". كما فاز بجائزة أفضل فيلم قصير من مهرجان موسكو السينمائي الدولى في دورته الـ 42، الذي انعقد في الفترة من 1- 8 أكتوبر 2020، كما حصل على تنويه لجنة تحكيم مهرجان بلجيكا الدولي للفيلم الفرانكوفوني دي نامور Festival International du Film Francophone de Namur  في دورته الـ35. يتناول الفيلم قصة شاب عمره 16 عامًا تضطره الظروف إلى توديع حبيبته، يمر بالعديد من الصعاب بينما يحاول العودة لحبيبته، بعد فراق دام 82 يومًا. حيث يتجول في رحلة مدتها ربع الساعة في شوارع المدينة، ويبدأ بشكل تشويقي، ومع الأحداث ندرك حقيقة مايحدث، أنها إنتحرت. وتتلخص مهمته في محاولة النظر إلى وجهها قبل أن تدفن. الفيلم بطولة: سيف الدين حميدة (21 سنة الذي يدرس في السنة الثانية بأكاديمية الفنون، في شعبة المسرح الشعبي) ونورهان عبد العزيز.
الفيلم من إنتاج محمد تيمور ومارك لطفي ويشاركهم أحمد زيان والفرنسي مارتن جيروم. بدأ المخرج سامح علاء في كتابة الفيلم منذ 3 سنوات وقام بتصويره في فبراير الماضي في القاهرة وتحديدًا بحي السكاكيني  لمدة يومين. سيناريو وحوار الفيلم أغلبه ارتجال بحسب تصريحات مخرج الفيلم، مضيفًا: «من شاركوا بالتمثيل سيف الدين حميدة ونورهان عبد العزيز وجوه جديدة، فريق العمل أغلبه من أصدقائي المقربين الذين بدأت صناعة الأفلام معهم، وكانت الصعوبة التي واجهتنا فقط هي كيفية الحصول على التمويل.»
الفيلم عُرض في ثالث أيام مهرجان الجونة السينمائي الدولي بدورته الدورة الرابعة.

## الجوائز والترشيحات والتقدير
مهرجان كان السينمائي 2020: الفوز بجائزة السعفة الذهبية
مهرجان الجونة السينمائي 2020: الفوز بجائزة أفضل فيلم في منافسة الأفلام القصيرة وترشح للجائزة الذهبية
مهرجان كليرمون فيران الدولي للفيلم القصير 2021: ترشح للجائزة الكبرى
مهرجان فليكرفيست الدولي للفيلم القصير 2021: ترشح لجائزة أفضل فيلم دولي قصير.
مهرجان غينت السينمائي الدولي 2020: ترشح لجائزة أفضل فيلم دولي قصير.
مهرجان غلاسكو للأفلام القصيرة 2021: ترشج لجائزة بيل دوجلاس للفيلم القصير الدولي.
مهرجان هونج كونج السينمائي الدولي 2021: ترشح لجائزة جولدن فايربيرد.
أسبوع لندن السينمائي 2020: ترشح لجائزة LFW.
مهرجان ميامي السينمائي 2021: ترشح لجائزة الفيلم القصير.
مهرجان موسكو السينمائي الدولي 2020: الفوز بجائزة أفضل فيلم قصير.
مهرجان ريكيافيك السينمائي الدولي 2020: ترشح لجائزة أفضل فيلم دولي قصير.
مهرجان سان سيباستيان السينمائي الدولي 2020: ترشح لجائزة زبالتيجي تاباكاليرا.
مهرجان أوبسالا الدولي للأفلام القصيرة 2020: ترشح للجائزة الكبرى.
مهرجان زغرب السينمائي 2020: ترشح لجائزة العربة الذهبية.

## وصلات خارجية
https://www.imdb.com/title/tt12594020/ ستاشر (فيلم)
https://www.allocine.fr/film/fichefilm_gen_cfilm=284713.html ستاشر (فيلم)
https://www.arabnews.com/node/1756206/lifestyle ستاشر (فيلم)
https://www.imdb.com/name/nm4767014/bio?ref_=nm_ov_bio_sm ستاشر (فيلم)
https://www.egypttoday.com/Article/4/88781/I-Am-Afraid-to-Forget-Your-Face-the-1st-Egyptian ستاشر (فيلم)
https://egyptindependent.com/i-am-afraid-to-forget-your-face-becomes-first-egyptian-short-film-at-cannes/ ستاشر (فيلم)
https://en.unifrance.org/movie/50783/i-am-afraid-to-forget-your-face ستاشر (فيلم)
https://filmshorts.lt/en/festival-2021/programme-2021-2/me-and-myself/i-am-afraid-to-forget-your-face/ ستاشر (فيلم)
https://talkingshorts.com/interviews/cinema-is-a-language-we-all-share نسخة محفوظة 29 يوليو 2021 على موقع واي باك مشين. ستاشر (فلم)
https://2020.ajyalfilm.com/films/5f8c375f1f066e005abc3229 ستاشر (فلم)
https://cineuropa.org/en/newsdetail/394393/ ستاشر (فلم)